# Yoshinoya
Yoshinoya (𠮷野家) é uma rede japonesa de restaurantes fast-food, especializada em servir gyudon.
Yoshinoya é uma das mais tradicionais redes de restaurantes de gyudon, sendo a segunda maior rede do gênero em número de lojas no Japão. Também possui filiais na China, Hong Kong, Taiwan, Filipinas, Singapura, Malásia e Estados Unidos.
No Japão, é chamado também como "Yoshi-Gyu" (abreviação em japonês de "Yoshinoya no gyudon", que significa "gyudon da Yoshinoya").

## Características
A maioria dos restaurantes Yoshinoya funcionam 24 horas por dia e 365 dias por ano. Os estabelecimentos podem se localizar próximos às estações ferroviárias ou em rodovias, neste caso oferecendo estacionamento gratuito sem manobristas. Normalmente, o interior de um restaurante da Yoshinoya é composto por balcões e mesas, onde ficam dispostos gratuitamente beni-shoga, shichimi e shoyu para quem fizer a refeição dentro do estabelecimento. Também oferece comida para viagem, exceto os teishokus, e em algumas filiais há o serviço de drive-thru. Em algumas unidades são servidas sobá e tempura também.

### Serviços
No Japão, os restaurantes da Yoshinoya servem chá verde e água como cortesia. A Yoshinoya também altera o volume de caldo do gyudon a pedido do cliente, sem nenhum custo extra.
- Tsuyu-daku: é um termo utilizado para pedir que aumente o caldo do gyudon.

- Tsuyu-nuki: é um termo utilizado para pedir que diminua o caldo do gyudon.

## Cardápio
Yoshinoya basicamente oferece gyudon, karê, teishoku (significa prato combinado em japonês) e acompanhamentos para o gyudon . Também serve pratos matinais, chamados de asa-teishoku (asa que significa manhã e teishoku prato combinado) das 5h às 10h.

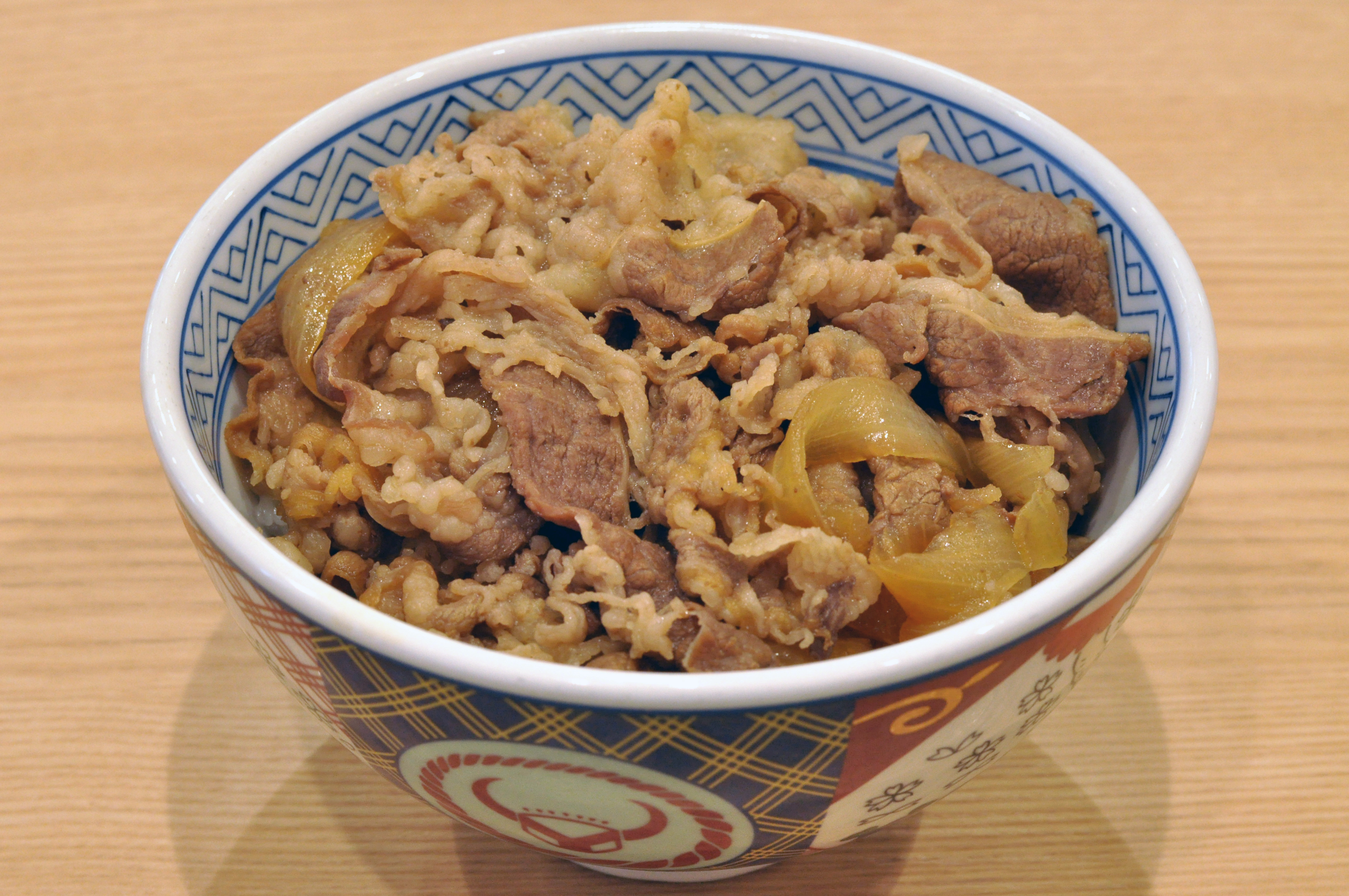
"Gyudon namimori" (tamanho normal)

### Principais pratos
- Gyudon: pode ser escolhido entre 3 tamanhos: namimori (normal), ōmori (grande) e tokumori (especialmente grande).
- Gyu-Sara: é apenas a carne com cebola do gyudon, sem o arroz. Também pode ser escolhida entre 3 tamanhos como o gyudon.
- Karê: arroz coberto por molho curry. Pode ser acrescido de carne com cebola igual a do gyudon.
- Gyushake-Teishoku: gyu-sara pequeno, truta, arroz, missoshiru e porção pequena de oshinko.

### Sopas
- Missoshiru: sopa de massa de soja.
- Kenchinjiru: sopa de shoyu contendo raízes comestíveis, kon'nyaku, abura-age e frango.
- Tonjiru: sopa de missô contendo raízes comestíveis e carne suína.

### Acompanhamentos
- Tamago: ovo cru. Normalmente colocado sobre o gyudon, com o qual é misturado e degustado junto.
- Hanjuku-Tamago: ovo cozido mal passado. Degustado da mesma forma que o ovo cru.
- Oshinkō: conserva de verduras.
- Kimuchi: conserva apimentada no estilo coreano de acelga.

### Pratos matinais
- Nattō: soja fermentada. Normalmente colocado sobre o arroz, com o qual é misturado e degustado junto.
- Nori: folha crocante feita de algas marinhas.
- Nattō teishoku: nattō, ovo cru, nori, arroz, missoshiru e uma pequena porção de oshinkō.
- Yakisakana teishoku: truta, nori, arroz, missoshiru e oshinko.
- Toku-asa teishoku (teishoku especial da manhã): nattō, ovo cru, truta, nori, arroz, missoshiru e oshinko.

## História
A Yoshinoya foi fundada por Eikichi Matsuda. O seu nome deriva de Yoshino (吉野), a terra natal de seu fundador, juntado com Ya (家) que significa "casa" em japonês. Em 1899, o primeiro restaurante foi aberto dentro de um mercado de peixe no bairro de Nihonbashi em Tóquio e mais tarde, em 1926, mudou-se para o bairro de Tsukiji, onde se encontra essa primeira unidade da rede até os dias de hoje.
Até o ano de 2003, quando o governo japonês proibiu a importação de carne bovina dos Estados Unidos devido a doença da vaca louca, a Yoshinoya servia basicamente somente o gyudon e seus acompanhamentos. Como a rede dependia completamente da carne americana, a proibição de sua importação foi um duro golpe, forçando Yoshinoya a servir pratos além do gyudon. Para substituir o gyudon durante este período, foi criado um prato chamado "butadon" ("buta" significa porco e "don" tigela), que utilizava a carne suína invés de bovina, e introduzido o karê como um dos pratos principais.
Mesmo após o reinício da importação da carne americana, Yoshinoya continuou a servir os pratos além do gyudon e a introduzir novidades no cardápio.